# Shrewsbury (Missouri)
Shrewsbury város az USA Missouri államában, Saint Louis megyében. Lakosainak száma 6406 fő (2020. április 1.).

## Népesség
A település népességének változása:
| Lakosok száma | 845  | 6254 | 6406 |
|               | 1920 | 2010 | 2020 |